# Eutichurus manu
Eutichurus manu là một loài nhện trong họ Miturgidae.
Loài này thuộc chi Eutichurus. Eutichurus manu được miêu tả năm 1994 bởi Bonaldo.